# Billie Cook
Billie Cook (ur. 22 grudnia 1993 w Wielkiej Brytanii) – brytyjska aktorka filmowa i telewizyjna.

## Filmografia
filmy
- Armadillo (Armadillo, 2001) jako Mercy
- Vera Drake (Vera Drake, 2004) jako dziecko
- V jak vendetta (V for Vendetta, 2005) jako mała dziewczynka w okularach

seriale
- Grzechy (The Sins, 2000) jako Dolores Green
- Red Cap (Red Cap, 2003-2004) jako Lucy Fryman (gościnnie)